# 疯狂的麦咭
《疯狂的麦咭》是中國湖南卫视旗下的金鹰卡通制作的真人實境秀綜藝遊戲節目，原版為日本日本電視台的TORE全力大挑戰。中國的播出時間於每周六晚間19時至20時15分。
本節目和日本原版相比簡單，主因是一個合家歡遊戲節目，並非競爭遊戲節目。截止到2021年，该节目已经播出了八季。

## 概要
《疯狂的麦咭》是一個密室逃脫遊戲，幫助小朋友拿到宝藏。
本節目的規則比原版簡單，合適亲子遊玩。

## 演出者

### 主持人
- 麦咭

整個遊戲的靈魂人物，也是整個石頭城的主人。
- 其他主持人：一般为飞行家族成员，从第五季起几乎每期都有至少一位飞行家族成员。

## 遊戲規則
由製作單位以特性為主，分別將參賽者分為兩隊，每隊派出人選進行遊戲。一個隊伍在遊戲內每通過一關考驗，可以取得相對應的石像。取得的石像數量，在宝藏密室取得愿望宝藏的時間更多（一個石像十秒）。第二季第十一期起，出现同一队伍为两个小孩获取石像的情况；第七季，需要获得至少十二座石像方可获得一颗宝石，集齐七颗宝石可获得一份锦鲤大礼包。第八季，不分阵营依获得的石像数转换为寻宝时间，最多为60秒。

## 關卡
下列為此遊戲會出現的關卡。

### 石板密室
〈石板密室〉原為TORE!的地板密室（床の間、ゆかのま）是由一個能夠傾斜的地板，參賽者在石板傾斜時，只能站立於臺階上，並且解答問題的遊戲。此遊戲為三人一組，每次遊戲的時間限制為十分鐘。由與水平面的30°（第七季为40度）的斜角開始進行，而三人必須要以跳躍的方式，從一處臺階到另一處臺階，且三人都必須站在臺階上進行遊戲。由於地板會傾斜，因此參賽者要是踏錯一步，就會有掉落至深處而失去資格。
一開始，參賽者是從整體地板的最左下角的腳踏板開始遊戲，並且以跳躍的方式，前往第一區腳踏板。當參賽者能夠到達第一區、第二區，亦或是第三區腳踏板後，無論中途有幾位參賽者掉落至深處，原腳踏板確定無人而移動至另一處腳踏板時，螢幕就會出現要參賽者回答的題目。
此遊戲當中，參賽者答錯，必須再答，答到對才算過關。參賽者在第一腳踏板，要回答三題，第二腳踏板要回答兩題，第三腳踏板要回答一題。若參賽者全部將六道題目答對，才可進行〈險降坡試煉〉。
第三季的第二腳踏板是以60秒的回答時間限制，但若參賽者回答這些問題正確時，每答對一題就可獲得額外三十秒的時間跳往下一區腳踏板前進。第二腳踏板答題完時，石板會升至最高点。
第三季第五期起，该密室可四人闯关。
- 最终考验：

〈最终考验〉是由生存的參賽者進行的最後遊戲。出題為選擇題。而選項是以對應到紅色、藍色，以及黃色的球，作為選項。選擇答案時，一次一位參賽者從第三腳踏板開始抓住繩索，並取得相對應正確答案的球，放至預先安設好的袋子內，並跳至第一腳踏板，將球塞入石像的嘴巴內，並按下確定按鈕。若參賽者答對，則整體的地板就會逐漸恢復與地平行，參賽者可獲得相對應的石像，反之答題錯誤者，站在第一腳踏板的參賽者，就會慢慢收回，讓參賽者落入深處。剩餘在第三腳踏板者，就必須接著再選出正確的選項為止，或是沒有參賽者，則遊戲宣告終止。遊戲玩家可回到房間獲取相對應的石像。第四季换为不同口味的果倍爽，第五季换为不同颜色的佳贝艾特羊奶粉，第七季三个球上面刻有直、播、课三个字。

### 新石板密室
〈新石板密室〉为重新设计的石板密室。石板将在开始游戏时固定在70°，并改为整体地板左上角做为第一石阶，游戏为三人一组。
第一轮须选派一人越过中间伸缩的圆柱到第二石阶进行答题，且只有一次答题机会，回答正确则圆柱收回，其余挑战者移动至第二石阶。
第二轮须完成一道三选一选择题，并选派一人在前往第三石阶的过程中，接住石板顶部掉落的选项球，放入第三石阶对应的答题区。回答正确后，其余挑战者须移动至第三石阶。
第三轮须完成一道四选一选择题，并选派一人在选项球区域拿取正确的选项球，在前往第四石阶的过程中放入答题洞等待题，回答正确则历险成功，若失败须由其余挑战者重复以上动作直到回答正确，若石板上无挑战者则历险失败。完成第一、二轮各可获得一座石像，完成第三轮则可获得四座石像。

### 洞窟密室
〈洞窟密室〉原為TORE!的洞窟密室（洞窟の間）。初始遊戲為三人，遊戲時間為每局十分鐘，而每局均為三選一選擇題，共有三題。
每組參賽者必須以從編號一至編號三的順序方式答題，每個人答題時，以相對應正確答案顏色的球（有紅色、黃色，以及藍色等三種顏色），放在作答器上，若是正確答案，則該名參賽者可以從其右手邊，取得石板，作為最後試煉用的道具（第一與第二洞窟可得到三塊，第三洞窟可得到四塊）；反之答錯者，就會墜入深處，該名參賽者失去挑戰資格。
每次題目出現時，只有進入洞窟者，才能看到其中的選項。洞窟內的參賽者，可以透過耳掛式通信機，向外頭的參賽者提出討論，並做出正確的選擇。
- 最终考验：

〈最终考验〉是在〈洞窟密室〉殘存下來的參賽者，在三個洞窟內取得的十塊石板，在一個上面有3×3空格的寶箱內，填入每個都是三字的詞語。每次遊戲的時間限制為60-90秒。
置入完畢後，會有一塊石板是多餘的，參賽者按下確定按鈕。若是答對，計時中的時間會停止，获得四座石像；反之若答錯，參賽者若還有剩餘時間，再重新組合字詞並再猜，答題次數不限，至參賽者答對或時間超過為止。
第二季第四期起，该密室第二洞窟改为麦咭洞窟，一次答对可以获得两座石像。
當然，詞彙可以不用按照順序，只要一列當中拼出一個正確的三字詞彙即可。

### 新洞窟密室
〈新洞窟密室〉是經重新設計的洞窟密室。與〈洞窟密室〉不同的是，參賽者回答問題，是一名參賽者在隊伍下方的洞窟內回答問題，和要參賽者站在正確答案顏色位置並非放相對應正確答案顏色的球在作答器上。其他規則和洞窟密室大至相同。每題完結會取得彩球（第一與第二題可得到一個，第三題可得到兩個）。
- 最终考验：

〈最终考验〉是在〈新洞窟密室〉殘存下來的參賽者，在三個問題內取得的四個彩球，透過技巧，在三十秒內，透過兩根鐵棒，將彩球送入正確的洞口。成功送進一個，則可令一個參賽者安全留下。三十秒經過後或掉落彩球，該顏色代表洞穴的人會被推下。如果金球掉落，全員失敗，否則全員成功。第四季起金色球换成了银色球，作用是一样的。

### 石壁密室
〈石壁密室〉原為TORE!的牆壁密室（壁の間）。一次遊戲是三名參賽者進行，三個人將頭與手伸入指定的洞穴內，以左手按鈕回答A、右手按鈕回答B。回答問題的同時，面向參賽者的兩面牆壁會逐漸逼近參賽者，若參賽者不能在時限內達到標準，則會被壓扁，全隊立即淘汰出局。
一次回答一個問題，每次只接受一個答案，而進行遊戲的參賽者，是不可以告知其他參賽者正確答案或選擇答案為何，否則也是即刻出局的。每次答題須累計三次正確答案，若三人共同答題，三人答案都必須要正確才行，四人答题需要答对一题，三人需两题；一人，二人需答对三题。
只要答對相應要求题數，牆壁就可以暫停逼近，而獲參賽資格的參賽者，就可以自行決定，派員挑戰「鐵球試煉」。
- 鐵球試煉：

〈鐵球試煉〉是要參賽者必須透過技巧，在20-40秒內，透過兩根鐵棒，將球送入正確的洞口。每成功送進一個，則可獲得一個鐵球，並放入前方自隊的盤中並成功走到出口才算成功。
指定秒數經過後，兩旁的牆壁會開始以「迅速夾攻」的方式「壓」參賽者，如果參賽者被兩旁牆壁夾到，出口的門會以象徵性的方式關起來，表示該名參賽者挑戰失敗，並當場失去參賽資格。
- 兩隊間2對2的直接對決

參賽者需盡快搶答問題，然後按完成的先後順序獲得相應的時間（40/30/25/20秒）進行鐵球試煉。

### 怪兽密室
〈怪兽密室〉原為DERO/TORE!的石像密室（石像の間）一次闖關的參賽者有三位。參賽者進入關卡後，自行將有鍊子的繩子與參賽者腳上的鍊子拴住後，再趴在地板上，由後製工作人員拉至距離石像最近之處，再將象徵關卡的三道門給關閉，開始挑戰。
挑戰開始，石像會不斷逼近參賽者，但石像前進的速度就為1秒10釐米的速度前進，當有人犧牲石像行進速度會變慢，若解題又進行到下一道門，石像行進速度又會變快。若石像進入一個關卡的「危險區」，必須要有一個人按下石像的鼻子，好犧牲自己並被石像吃掉，可以讓其他夥伴有充裕的時間繼續解題。
第一扇门：1题，需运用8个字版中的几个，拼出一个指定词语（不同的节目拼出的词语也不同）。第二扇门：1题，需运用7个字版中的2个，组成一个可逆词语（比如：蜜蜂，蜂蜜）。第三扇门：1题，需运用7个字版中的4个，组成一个词语（每个字版上都是一个偏旁）。
- 排列題試煉：

〈排列題試煉〉是從前三道關卡殘存下來的參賽者進行的最後關卡。關主會給予一道題目，以及四個有提示的方塊，參賽者按照關主的要求「從大到小」、「從多到少」等出題方式，排列出正確的順序，並且按下寶箱上的按鈕，正確除了可以使石像完全停止外，還可以獲得四座石像。
整體遊戲有一分三十秒的時間，且只能允許一次回答錯誤的機會（即只能回答兩次），每按下一次按鈕就是確認答案並將其送出的時候。遊戲開始前，石像會回到「一分三十秒」的位置，等候關主開始計時後，石像就會開始行進。若是超過時間仍未有答案，或者是回答兩次錯誤的答案，則挑戰失敗，參賽者仍會被石像吃掉。而參賽者進行遊戲之際，確認答案按下按鈕後，寶箱上會有幾個是正確答案的數字顯示。

### 新怪兽密室
本关卡规则十分混乱。规则一：第一轮需要利用夹球装置在90秒内完成一道三选一题目，并且需要进行判题。答对即可回到安全屋，答错则会被怪兽推下深渊，但有时胆小的挑战者答对了也会自己下去。如果第一轮时间耗尽，那么答错的话安全屋里面的人也会掉落。第二轮，需要完成一道列举题，列举出6个答案，限时一分钟。在第七季第四期当期，需要利用装置吸球，需要吸到四个指定答案的球才可以。本规则完成一轮可获得两座石像，完成全部两轮可获得四座石像。
规则二：三位挑战者分别站在A/B/C三个区域，A区域需要列举至少四个答案（如果挑战者体力好可以只列举三个答案）回到安全屋；B区域规则不一，如果当期有小喵在则为吸球，如果没有小喵则为宾果盘。第六期规则较为特殊，小孩也可参加。C区域需要完成一道二选一题目，站到指定区域判题。错误的选项区域会全部掉落。（第三期时为两个球二选一按按钮判题）最终考验需要在30秒时间内完成图片题或三选一题目，回答正确闯关成功，回答错误全员掉落。只要完成三个区域中任意一个即可获得两座石像，完成最终考验可获得两座石像。

### 石像密室
〈石像密室〉原為TORE!的木乃伊密室（ミイラの間）節目一開始由一隊一位参賽者進入密室放置在一個昏暗的房間裡，四周包圍著石頭牆的木乃伊製造機隨著時間的旋轉，挑戰者的身體會被伸縮性的繃帶包住挑戰者的時間限制是60秒，一問多答的7（後為6題）個答案的題目。
要是時間一超過還沒有7個答案，全身就會被繃帶裹住，並關在巨大的石像棺材裡。本关卡一组成功获得两座石像，失败获得一座石像；如果在最后一秒答对但还是被缠住，不算过关但可以算2座石像。

### 岩石密室
〈岩石密室〉原為TORE!的岩石密室（岩の間）舞台的構成有巨大的岩壁，眼前即為地獄。
- 站着答：

〈站着答〉挑戰者是必須立在從岩壁突出的立足處，出題為常識問題答對。誤答的挑戰者挑戰「懸崖小猜謎」。3位答對的話岩壁會向1階段後退。
- 拯救环节：

〈拯救环节〉要加油室的人在60秒內完成拼圖，每次答錯拼圖時間減少十秒。如完成的話從懸崖下「生命的立足處」出現，若未完成的話，岩壁就會迫近，至立足處移動之前將脫落成為犧牲者，犧牲者除外的挑戰者為繼續猜謎。
- 跪着答：

〈跪着答〉剩余嘉宾要在60秒内连续答对6道题，可以「PASS」一道。每位嘉宾完成自己的题目后，悬崖下就会出现“生命的立足处”。岩壁下的立足处，可使挑战者在岩壁靠近的时候的安全避开。3人每人完成两道，2人每人3道，1人就要完成6道，前一个人若没有完成自己的题目，后面的人就不能开始答题。
- 吸着答：

〈吸着答〉問題是列举题，回答6個答案。到岩壁的鐵板部分壓上廁所吸盤是為了開始的話岩壁會將把手收進去，無法捉住任何固定體，預先人數份量的像不落下一樣地成為雙腳使勁站住（繼承『DERO！』時代的「棒之間」）。如果時間沒了的話岩壁會移動至懸崖處推下挑戰者（吸盤和挑戰者因岩壁震動而落下）。因為答對的話把手會出現就能捉住固定體。

### 石盘密室
〈石盘密室〉是一個石盘為主的密室。在石盘鬆動後，一名隊員須前往答題區給提示，另外三名參賽者則根據提示猜出謎底，在六十秒內須猜出對應問題數量。需要完成三轮，初登场时为4、5、6题，后来升级为5、6、7题，第四季又回到4、5、6题。
- 〈惩罚环节〉如果猜題失敗就要接受惩罚，第二季时，前两轮是美国队长，第三轮是相扑人；第三季时第一轮是射箭手，第二轮是巨婴；第二、第三季有时会出现青蛙王子，没有规律。第四季每一轮都改为[人偶总动员]的布布。

- 〈终极挑战〉从三个选项里选择一个，回答正确闯关成功，回答错误会掉落深渊。第三季起改为两个选项。

### 石桥密室
〈石桥密室〉原型為DERO的棒之間（棒の間）但玩法完全不同。
房間裏有20根石橋，参賽者需回对問題，前方的棒才会伸出来。在参赛者答题时，他们站的棒子会往回缩（大概每秒2cm），如果在棒子伸缩完参赛者都没有答对，他们就会掉下去，游戏宣告失敗。相反，当参赛者答完20试题后，最后三根棒子就会伸出来，表示挑战成功。
在第三季第四期，此密室出现了新的玩法。黑衣人会在参赛者的身后，他们前面会出现石橋，如果参赛者的位置和黑衣人的位子一样，就会被推下去，游戏宣告失敗。

### 深渊密室
〈深渊密室〉為怪兽密室的改版，在第三季時首度亮相，玩法和怪兽密室有出入，密室關卡都有出入，但和怪兽密室擺設差不多。首先先規定好三扇石門誰要在哪裡，關閉石門便開始。深淵會以每秒8公分的速度逼近挑戰者，挑戰者在每扇石門必須答對3個問題（第8期後第2石門改為4題，第9期後第3石門改為4題，第四季后又改回3题），每扇石門回答次數不限。
如果在某一扇门选手掉落深渊，则下一扇门的挑战者减少三块地板。第七季时该规定取消。第六季时该密室被改造成激光密室，第七季又回归。
- 最終考驗：
  - 挑戰者通過三扇石門後，終極考驗便開始，所有可支撐的木板會掉落，挑戰著在傳送帶上答題，依據所給的提示，說出答案是什麼，一開始輸送帶的速度是1秒1公尺50公分，給完5個提示後速度提升至1秒3公尺50公分，回答次數不限，直到參賽者答題成功為止。
  - 通過第一石門可拿到一座石像
  - 通過第二石門可拿到第二座石像
  - 通過第三石門可拿到第三座石像
  - 通過終極考驗可獲得第四座石像

### 碎石密室
〈碎石密室〉原型為DERO的沙之間（砂の間）但玩法完全不同。
挑战者3人。房间中全是100cm的“碎石”，嘉宾需要在身体陷入碎石100 cm之前根据所给的线索回答对问题，每一位嘉宾一题，在答题这期间，身体会不断地下沉。总共有2次图片提示，每一次有3张图，可是每一位嘉宾都只能看见一张提示图。身体大约每3秒下降1 cm，当身体下降100cm，嘉宾被碎石淹没，逃脱失败。本密室每答对一题获得一座石像，若三人加起来的剩余高度高于50cm，可获得第四座石像。

### 天坑密室
原版：DERO遗迹之间。挑战者3人。房间中有三间独立的密室，密室内有五级开合程度的地板。三位挑战者分别进入单独密室，并平躺于地板上。挑战者需要在5秒的时间内依次回答问题。若依次答对三题，则一轮答对成功，累积答对三轮则闯关成功。若某位挑战者回答错误或没有作答，挑战者背后的地板将会打开一级（共五级），并重启本轮答题。若该嘉宾因为地板打开而掉落，则该人挑战失败。若无人剩余，则全员挑战失败。天坑各级阶段角度：第一阶段15°，第二阶段30°，第三阶段45°，第四阶段60°，第五阶段90°。本密室，连续成功答对三题，获得一座石像，三轮全部完成可获得四座石像。第五季第十一期当期，天坑先开启到第一阶段。

### 炸弹密室
参与人数：2~3人。密室原型：DERO!爆弹の间。房间内有6间（第7季改为4间，第八季改为三间）独立的密室，密室内部有多种颜色的引线，分别连接三颗炸弹。两位挑战者进入密室后，会得到黄箱子（道具），里面有护目镜、尖嘴钳和通讯器。答题时，嘉宾需要相互配合，在规定时间内按正确顺序或按正确选项将代表答案颜色的引线剪断，才算成功，若三颗炸弹全部解除，则闯关成功。若剪错引线或计时器归零，炸弹爆炸，闯关失败。旧版：第一题：需完成一道排序题，按照认为答案的顺序依次将引线剪断，共四个选项，剪错则炸弹爆炸，时间3分钟。第二题：需完成一道排序题，按照认为答案的顺序依次将引线剪断，共六个选项，剪错则炸弹爆炸，时间4分钟。第三题：需完成一道二选一选择题，将认为答案的引线剪断，剪错则炸弹爆炸，时间1分钟。2018年7月1日后，嘉宾需要穿上特制的防护服，且规则发生改变。第一题：需完成一道四选二选择题，将认为答案的引线剪断，两名挑战者需同时剪断一根引线，剪错则炸弹爆炸，时间2分钟。第二题：需完成一道分类题，共六个选项，两名挑战者要按照对应的答案将引线同时剪断，剪错则炸弹爆炸，时间3分钟。第三题：需完成一道排序题，按照认为答案的顺序依次将引线剪断，共六个选项，剪错则炸弹爆炸，时间4分钟。本密室，解除一颗炸弹可获得一座石像，三颗炸弹全部解除可获得三座石像。2020年4月24日后（第七季），炸弹密室回归，且规则再次更改。同时可以3人、4人（包括小孩）参加此密室。第七季：第一轮：需完成一道排序题，按照认为答案的顺序依次将引线剪断，共六个选项，剪错则炸弹爆炸，时间3分钟。第二轮：题目都是数字相关题，嘉宾需要用数字棒插进对应的题目当中，若插错则炸弹爆炸，时间3分钟。第三轮：是一道神秘大圆盘组合题，需尽快完成圆盘组合匹配，并将正确组合转至答题区，一共有3次答题机会，这个炸弹随时爆炸。嘉宾要通过旁边的转盘装置，获得灭火器后，才能闯关成功。注：第七季第三轮中，不可摇晃水基灭火器，而且要拔掉插销才可开启。（第七季第五期于洋的错误示范）第八季再度更改规则，由2位大人带着1、2位小孩。第八季：第一轮：须完成一道连线题，由题目所提供的选项所对应到的八个化学试剂罐，完成一对一连线，最后须使四条连线皆为横线，总限时分为一分半或两分钟。第二轮：须完成电路板上的问题解锁防爆桶（第八季第六期后改为解锁炸弹），并将炸弹放入防爆桶中。总限时分为一分半或两分钟。第三轮：须完成一道四选一选择题，并通过按纽接通正确选项的轨道，将选项球运送至判题区，总限时分为一分钟或一分半。注：选项球必须通过轨道运送（第八季第四期，因选项球未通过轨道运送，故判为错误）

### 石锤密室
本密室一共有三轮答题挑战，每轮选派一人进行答题，在规定时间内答题成功，进入下一轮，若挑战失败，则被石锤捶下深渊，换下一个人继续作答，三轮完成，则历险成功。第一轮：需完成一道四选一选择题，嘉宾需要转动迷宫球盘将球移动到对应的颜色上来进行选择，转到哪个颜色区域就确认哪个答案，时间90秒，如果答错，必须再答，直到时间到，被石锤捶下深渊。第二轮：需完成一道字板摆放题，嘉宾需要将六个字板摆到对应的答案上，时间3分钟，答错必须再答，直到时间到，被石锤捶下深渊。第三轮：嘉宾需独自完成八连问，并通过面前的铁闸做出选择，时间2分半。如果答错，则重启八连问再答，直到时间到，被石锤捶下深渊。本密室通过一轮获得1座石像，如果第一轮全员进入第二轮，则再获得一座石像。
第七季后，第一轮和第二轮规则改变。第一题：此题要求完成一道线索题，嘉宾需要通过抓杆游戏获取相应线索，并根据所得线索猜出答案，每人共有六次抓杆机会，限时90秒。嘉宾需要灵活的抓管子完成一道六个线索的题目，每个管子各代表一个线索（杆子中会有重复项），若抓不住则作废，六根管子掉落后开始作答，答对则成功。第二题：这道题需要选择加速中，逃走中和跑男三个任意类别，进行问答挑战，获取相应俄罗斯方块填满装置，限时2分钟。面前有三个按钮，各代表一种题型和俄罗斯方块类型，嘉宾需要拍面前的三个按钮来出题，答对则出现该按钮区域的俄罗斯方块，嘉宾需要灵活运用俄罗斯方块填满12个空位，填满则成功。新规则中通过前两轮获得两座石像，通过第三轮可获得两座石像，一共可获得四座。

### 石球密室
该密室为原创密室，最终考验和石像密室类似
本密室有八个通道，每个通道内都有一个石球，每个通道对应一个字母（A~H），嘉宾需要完成四轮挑战。前三轮：嘉宾需解答三道八个选项的题目，每道题答题时间为2分钟，答案根据剩余人数来定数量，假设只剩两人，将会是八选二；每位嘉宾需趴在对应的字母位置上确定答案，若回答正确，则该道题挑战成功，回答错误，则该嘉宾所在通道的石球将下降，该通道所在的嘉宾将被撞下深渊，逃脱失败，剩下的嘉宾继续作答，若无嘉宾剩余，全员逃脱失败。
三道题完成后，进入最终考验。
最终考验：嘉宾需在60秒内完成一道列举题，列举出八个答案才能成功，但在答题过程中，脚下的石环会不断地转动，同时身旁的石球也会开始下降，到达60秒后，所有石球到达指定位置向挑战者撞击。如果没能在规定时间内完成答题，就会被石球撞下深渊，逃脱失败。
本关卡完成一轮获得一座石像，完成最终考验则再获得一座石像。 

### 天顶密室
原版：DERO天井之间，称重环节为原创 
挑战者4人或3人。天顶每30秒下降10厘米，初始位置为230厘米。第一题：是一个成语题，嘉宾需要翻弄周围的一切物品，找到字板进行成语补充（字板中会有两个混淆项），若在天顶下降到160cm之前内回答正确，则挑战成功，并会坍塌。第二题：开始有一个称，底下会出现一道数学题，嘉宾需要靠周围的东西来称出数学题的答案对应的数（精准度必须达到100%），等式需要保持三秒，且在天顶下降至80cm之前回答正确，则挑战成功，并会坍塌。第三轮，需要在40秒内列举5个答案，否则天顶会全部坍塌。本密室完成一道题可得一座石像。三题全部完成（包括最终考验）可额再外得到一座石像，一共可以获得四座石像。
第七季起，该密室规则随机改变，并在一个规则中增添了铁球考验。

### 滚轴密室
原版：零零大冒险第二季密室惩罚规则和天坑答题规则，新版为原创
挑战者3人。前5次登场时和天坑密室答题规则一样，需要连续答对3题通过一轮，总共需要通过3轮。如果中途有人回答错误，该人滚轴开始转动，第二次答错则会加快速度，最多可能开启至第五阶段。通过一轮获得一座石像，通过全部三轮获得四座石像。该密室可以说是最调皮的密室，动不动就换造型。
新版：第一轮：三人的滚轴开始转动到第一阶段，嘉宾需在100秒内每人答对两题，答对两题的挑战者滚轴停止转动。若有人没有在100秒内回答完毕，滚轴将到达极限转速（1336m/h）。完成本轮后，进入最终考验。第二轮（终级考验）：滚轴开始转动，一共会给出若干个汉字，挑战者需记忆汉字，并用其中四个组成成语，答题过程中，滚轴每30秒加速一次，答对则挑战成功，滚轴停止转动，若无嘉宾剩余，全员失败。本关卡第一轮每人通关可获得一座石像，完成最终考验可再获得一座石像。

### 浮板密室
此密室为原创密室，第二轮使用石盘密室规则。房间内有一块大浮板，被四根绳索挂着，有三轮答题挑战。第一轮：嘉宾需要摆出题目要求的姿势，姿势正确才会出现题，一共四道题，时间100秒，若没有在规定时间内答完题目，则浮板的绳索断开一根。第二轮：嘉宾需要在80秒内完成4道你划我猜的题目（继承原石盘密室），失败惩罚同上。终极挑战（第三轮）：题目是一个被拆散的汉字，嘉宾需要答出汉字的正确答案，并摆出汉字的姿势，一共四道题，时间60~80秒，若终极挑战失败，则所有绳索断开，浮板侧翻，嘉宾掉落深渊，历险失败。本关卡每通过一轮获得一座石像，完成最终考验可获得两座石像，最多可获得四座石像（该密室是目前为止唯一一个所有人都没有拿到全部石像的）。

### 激光密室
第一轮：需答对两道题，两位挑战者需要分别通过纵横交错的“激光”，到达该道题指定答题区。若在移动过程中，身体部位触碰到发射的“激光”，则身旁的石条掉落一块，露出深渊。到达答题区后，进行三选一选择题。作答方式：只有60秒的作答时间，其中一名挑战者看到题目，另一名挑战者看到选项，两人需共同讨论出答案，若答对，即可挑战下一题，答错，则两名嘉宾所在区域的石条全部掉落，挑战失败，两道题都回答正确后进入终极挑战。第二轮（终极挑战）：挑战者的两道题都回答正确后进入，两位嘉宾可相见，进入终极挑战。答对，则历险成功。若未在规定时间内回答正确，或在答题过程中，身体部位触碰到“激光网”，则脚下地板打开，嘉宾掉落深渊，历险失败。作答方式：需在60秒时间内解答一道线索题，嘉宾需要反复通过前后移动的“激光网”，每通过一次“激光网”，可以向出题者询问一个线索（出题者只会回答是或不是）。在答题过程中，“激光网”每移动一次，“激光”数量将增加，只有快速答对才能成功。完成第一轮挑战可获得两座石像，完成终极挑战可再获得一座石像。与其他密室不同，激光密室只在第六季里出现过，在第七季里又被从新改为深渊密室。

### X密室
房间里有四个位置，每个位置都能站一个人。第一轮开始时X机关装置开始启动，机关转动；第二轮挑战开始时，X机关变“跷跷板”，两边体重不一，将会摇动；终极考验开始时，X机关装置会变成跷跷板旋转。初登场时，第二轮的天花板降下两个篮子。一个篮子里装着石块与选项，将选好的的答案放入另一个篮子里；之后会降下四个篮子，相对面的有两个篮子。其中有三个篮子为“选项区”，空篮子是“答题区”，要将颜色球放入篮子里。如果没能放进篮子，而是掉入深渊，此选项失效，可以重新选择。
第一关：每一位挑战者在规定时间内连续答对两题，以完成二连问，每人共有30秒的答题时间。如果答案正确，即可过关。如果30秒内未能完成作答，嘉宾所在机关将会启动，则掉落深渊。
第二关：挑战者需要在放选项的篮子里找出正确的选项，正确答案有很多，限时5分钟，如果答案正确，即可过关。如果答案错误，在答题区域的一位嘉宾的机关将会启动，掉入深渊。
第三关（终极挑战）：选手需根据4个线索回答问题，限时1分钟。过程中，X装置会启动，回答正确，历险成功，若超过时间，X装置启动，全员掉落深渊，历险失败。2020年6月5日（第7季第7期）后，第一轮每人只需要答对一题，且有15秒的答题时间；第二轮改为终极考验。本密室每完成一轮挑战可得一座石像，完成终极挑战可获得两座石像，历险成功一共可以获得四座石像。

### 石块密室
本密室四人为一组（第八季第七集为三人）密室由五块石块组成，第一轮须完成一道五选四多选题，每块石块由左到右分别代表ABCDE选项，挑战者须站在对应石块前完成作答，限时四十秒，时间结束后将伸起栅栏隔出五个区间，石块开始向前冲撞，正确答案底下将会伸出石阶，可移动至石阶躲避石块撞击。第二轮答题者须选定区域趴好，每人连续完成两道问答题，总限时将依据人数分为45秒或60秒，完成答题者下方将伸出石阶，时间结束后，所有石块向前冲撞。（第七集后改为站在石块上答题，完成答题者对应石块将伸出握把，类似岩石密室吸着答环节）第三轮须完成一道列举题，限时50秒，题目通常需列举五个答案，挑战者先站在第一石块前，之后每列举出一个答案，前方的石块将会开始移动，直到列举完5个答案，平均一个石块有10秒回答时间。

### 懸崖密室
〈懸崖密室〉原為TORE!的懸崖密室（崖の間）是每集最後一個，亦為最重要的項目。
遊戲是採用直接對決的方式，由一至二名參賽者共同站在身後有6×10個石塊之處，每隊每組均以長形石塊區隔。每次每一組參賽者答題時，參賽者身後的石塊，就會一次以2到9個不等的數量朝參賽者推出。當參賽者無容身之地時，則會被石塊推落至深處，此時該參賽者就算失敗。有兩個人的隔間會由兩人輪流作答。遊戲原則上會無限出題只餘下一隊時為止。
自由点名：每個人答題後可叫任何一人答題。
每队有一次pass的机会，从第二季起需要喊冠名商的密码。（第二、三季：我是小样我就这样 第四季很少出现；第五季：佳贝艾特羊奶粉，好消化易吸收不易过敏 第六季：羊奶好吸收我只选佳贝艾特）
第七季起，该密室升级。第一轮：嘉宾需要在5秒的时间内依次回答问题（答题模式与天坑密室相似，但此版本悬崖密室只要完成一次三连问）。若完成三连问，则闯关成功。如果答错或未作答一次，则该名嘉宾所在悬崖向深渊倾斜一级（共四级），即度数增加25°，并重启本轮答题。但是选手后面增加了威亚，答错四次，选手直接掉入深渊。第二轮：每一位答题者将通过列举题挑战移至安全区（此轮模式与悬崖密室S相似）。一开始是7片或10片开放的状态，试炼开始后柱子会从后方一条一条的突出直到把挑战者推下去为止；挑战者必须回答问题以开启前方的柱子，每答对一题可以开启2条柱子，一共需要开启22条或19条柱子（答对11题或10题）。本密室每完成一轮得到两座石像，两轮全部完成可获得四座石像。

### 懸崖密室S
〈懸崖密室〉原為TORE!的最後的試煉。由兩人參加，雖然有兩位參賽者，但是只有走在前面的人有解答權。最後的試煉使用〈懸崖密室〉的房間右半部22條柱子（其中最右側7條在懸崖密室的遊戲中是不使用的）。一開始是8片開放的狀態，試煉開始後柱子會從後方一條一條的突出直到把挑戰者推下去為止（突出速度是大約每2秒一條）；挑戰者必須回答問題以開啟前方的柱子，每答對一題可以開啟2條柱子，但是最後的2條必須連續答對兩題方可開啟，總共必須答對8題。

### 宝藏密室
根据参赛者拿到的所有石像一座可以寻宝10秒钟，如果两队石像数量差距较大，两位小朋友需要把时间平分，让两队可以寻宝的时间平等。宝箱里会有各种奖励，有一些宝箱会是空的，等到时间，快到的时候石门会开始关闭，这时候就要尽快出去，但是就算没有走出去，只要完成一定要求也会放行。

## 外部連結
1. ↑  . 日本テレビ. 2014-01-08  [2022-11-30]. （原始内容存档于2021-09-18）.